# Žitečki potok
Žítečki potok (tudi Dupleški Potok), je levi pritok Drave iz zahodnega dela Slovenskih goric. Izvira v plitvi dolini pod vasjo Nebova in teče sprva proti jugu skozi Metavo, kjer se mu z leve pridruži Zimiški potok. V Zgornjem Dupleku zavije proti vzhodu, malo naprej se mu pridruži levi pritok Završki potok (tudi Trebeš). Pri Spodnjem Dupleku vstopi iz gričevja v ravnino na levem bregu Drave, kjer se vanj z leve strani izlivata še Korenski in Ciglenčki potok, nato pa se pod Dvorjanami kot Mlinski potok izliva v Dravo.
Razmeroma majhen potok je v gričevnatem delu ostal večinoma nespremenjen in drobno vijuga po mestoma mokrotnem dolinskem dnu, s človekovimi posegi je spremenjen le na nekaj krajših odsekih. Obdaja ga ozek pas obvodnega grmovja in drevja, v bližnjem dolinskem dnu pa so večinoma intenzivni travniki in njive. Dobro ohranjeni habitati v rečni strugi in ob njej so primerno okolje za živi svet, mdr. za ribe, dvoživke in ptiče.
V zgornjem delu doline nad vasjo Metava je bilo med leti 1984 in 2007 odlagališče nevarnih odpadkov, v katerem so odlagali nevarne industrijske odpadke predvsem iz industrije na širšem območju Maribora (mdr. žlindre, livarske peske, mulj z vsebnostjo težkih kovin ter ostanke barv in lakov). Odlagališče so leta 2008 zaprli, v letih 2008–2012 je potekala sanacija, odlagališče pa je zdaj sanirano in pod nadzorom komunalnega podjetja Snaga Maribor.
V ravninskem delu je bil potok skupaj s pritoki skozi Spodnji Duplek in naprej do izliva spremenjen v enoličen umetni kanal. Ker so se gradnje v Spodnjem Dupleku razširile povsem do struge potoka in ker potok ob močnih padavinah hitro naraste, tudi ogroža bližnje hiše (npr. avgusta 2009 in septembra 2017). V spodnjem toku je občasno tudi precej onesnažen zaradi hitrega dotoka padavinske vode z urbanih površin.